# 司町 (刈谷市)
司町（つかさちょう）は、愛知県刈谷市の町名。現行行政地名は司町1丁目から司町9丁目。

## 地理
刈谷市の西部に位置する。北は城町と、東は広小路と、南は元刈谷川を境として元町や港町と、西は逢妻川と境川を境として知多郡東浦町と接している。
秋葉神社の祭礼である万燈祭には、7ある氏子町として「銀座、司町、新栄町、寺横町、東陽町、広小路、広小路五組」が参加している。

## 歴史
1960年（昭和35年）に刈谷市大字刈谷の一部と大字元刈谷の一部が刈谷市司町となった。1968年（昭和43年）には刈谷市と知多郡東浦町を結ぶ境大橋が完成した。
1989年（平成元年）時点の世帯数は389、人口は1,299。

## 世帯数と人口
2019年（令和元年）6月1日現在の世帯数と人口は以下の通りである。
| 丁目      | 世帯数  | 人口    |
| --------- | ------- | ------- |
| 司町1丁目 | 75世帯  | 183人   |
| 司町2丁目 | 49世帯  | 117人   |
| 司町3丁目 | 64世帯  | 156人   |
| 司町4丁目 | 74世帯  | 208人   |
| 司町5丁目 | 137世帯 | 355人   |
| 司町6丁目 | 41世帯  | 128人   |
| 司町7丁目 | 320世帯 | 356人   |
| 司町8丁目 | 115世帯 | 262人   |
| 司町9丁目 | 14世帯  | 29人    |
| 計        | 889世帯 | 1,794人 |

### 人口の変遷
国勢調査による人口の推移
| 1995年（平成7年）  | 1,356人 | [ 8 ]  |  |
| 2000年（平成12年） | 1,314人 | [ 9 ]  |  |
| 2005年（平成17年） | 1,413人 | [ 10 ] |  |
| 2010年（平成22年） | 1,592人 | [ 11 ] |  |
| 2015年（平成27年） | 1,765人 | [ 12 ] |  |

## 小・中学校の学区
市立小・中学校に通う場合、学区は以下の通りとなる。
| 丁目      | 番・番地等 | 小学校             | 中学校               |
| --------- | ---------- | ------------------ | -------------------- |
| 司町1丁目 | 全域       | 刈谷市立亀城小学校 | 刈谷市立刈谷南中学校 |
| 司町2丁目 | 全域       | 刈谷市立亀城小学校 | 刈谷市立刈谷南中学校 |
| 司町3丁目 | 全域       | 刈谷市立亀城小学校 | 刈谷市立刈谷南中学校 |
| 司町4丁目 | 全域       | 刈谷市立亀城小学校 | 刈谷市立刈谷南中学校 |
| 司町5丁目 | 全域       | 刈谷市立亀城小学校 | 刈谷市立刈谷南中学校 |
| 司町6丁目 | 全域       | 刈谷市立亀城小学校 | 刈谷市立刈谷南中学校 |
| 司町7丁目 | 全域       | 刈谷市立亀城小学校 | 刈谷市立刈谷南中学校 |
| 司町8丁目 | 全域       | 刈谷市立亀城小学校 | 刈谷市立刈谷南中学校 |
| 司町9丁目 | 全域       | 刈谷市立亀城小学校 | 刈谷市立刈谷南中学校 |

## 施設

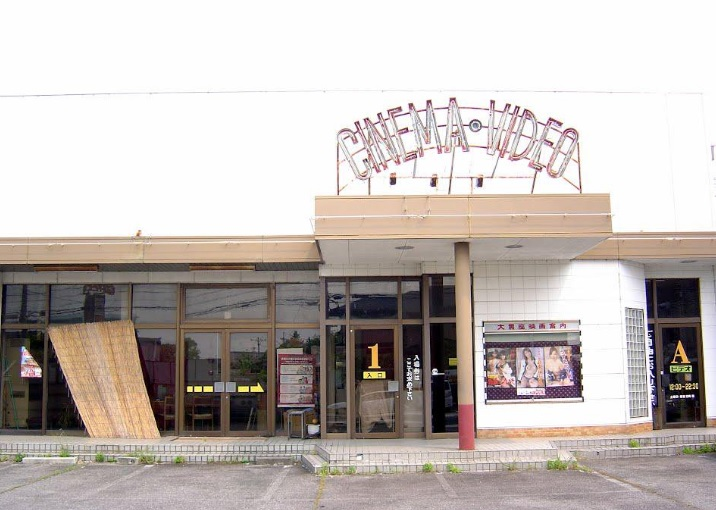
映画館の大黒座

- 市原稲荷神社 - 旧郷社。野田八幡宮や知立神社とともに刈谷藩の「領内3社」だった[15]。神幸祭では大名行列が行われる[16]。
- 金光教三河刈谷教会
- 刈谷市西部市民館 - 1970年（昭和45年）竣工[1]。
- 刈谷市立刈谷幼稚園[17] - 1925年（大正14年）開園[18]。
- 刈谷少年少女発明クラブ - 1974年（昭和49年）に豊田理化学研究所の事業として設立[19]。2014年（平成12年）には公益財団法人となった。
- 大黒座 - 映画館。1918年（大正7年）に芝居小屋として開館[20]。2012年（平成24年）に閉館。
- 境大橋 - 境川境川と逢妻川を渡る愛知県道50号名古屋碧南線の橋梁。刈谷市と知多郡東浦町を結んでいる。1968年（昭和43年）完成[1]。
- 市原排水機場

## その他

### 日本郵便
- 郵便番号 : 448-0834[4]（集配局：刈谷郵便局[21]）。